# 汉斯·京特
汉斯·弗里德里希·卡尔·京特（德語：Hans Friedrich Karl Günther，1891年2月16日—1968年9月25日）德国作家、科学种族主义倡导者，魏玛共和国和纳粹德国优生学家，被称为“种族京特”（Rassengünther）或“种族教皇”（Rassenpapst），对纳粹种族理论产生了重大影响。